# Chivres-Val
Chivres-Val é uma comuna francesa na região administrativa de Altos da França, no departamento de Aisne. Estende-se por uma área de 5,54 km². Em 2010 a comuna tinha 536 habitantes (densidade: 96,8 hab./km²).